# Edgar Pröbster
Edgar Pröbster (* 14. Juli 1879 in Neustadt an der Orla; † 18. April 1942 in Leipzig) war ein deutscher Diplomat, Orientalist. Er lehrte an der Universität Leipzig.

## Leben
Der Fabrikbesitzerssohnsohn besuchte das Gymnasium in Weimar. Von 1898 bis 1904 studierte er Orientalistik und Jura in Jena, München, Berlin und Leipzig (u. a. bei August Fischer). 1903 promovierte er in Leipzig und legte am Berliner Seminar für Orientalische Sprachen die Dolmetscherprüfung ab. 1904 legte er das Erste juristische Staatsexamen ab.
1905 trat er in den diplomatischen Dienst ein, zunächst als Dolmetscher in Marokko. 1910 war er Dragoman am Konsulat in Fès; von 1911 bis 1914 war er Leiter des Konsulats. Während des Ersten Weltkriegs war Pröbster als Geheimagent in Nordwestafrika tätig. Bei Ausbruch des Weltkrieges geriet er in französische Gefangenschaft und wurde im Dezember 1914 vor ein Kriegsgericht gestellt, kam aber im Austausch gegen den französischen Konsul in Nürnberg frei. Er wurde an die Deutsche Botschaft Konstantinopel versetzt; zeitweise wurde er auch in Berlin beschäftigt. Im November 1915 fuhr Pröbster in erneuter geheimdienstlicher Mission in U 38 von Kotor nach Kyrenaika, um Ahmad asch-Scharif in den Krieg gegen Frankreich zu ziehen. 1916 brachte ihn U 20 von Helgoland nach Südmarokko, wo er den „Blauen Sultan“ Mulai Hibat Allah und die Souss- und Hiba-Stämme gegen die französische Kolonialmacht einstellte. Der französische Offizier von Tiznit, der „Kapitän chleuh“ (Léopold Justinard) schickte seine Informanten in die Verfolgung, um ihm entgegenzuwirken und zu versuchen, ihn zu entführen. Darüber hinaus hielt die französische Marine Wache und verhinderte jede Ausschiffung der im U-Boot transportierten Waffen. Pröbster floh schließlich nach Spanien und wurde interniert. 1919 kehrte er nach Deutschland zurück.
Nach dem Krieg nahm er im November 1919 die Lehre der Orientalistik in Leipzig auf und befasste sich vor allem mit den französischen Kolonien. 
In der Weimarer Republik war er von 1924 bis 1932 Mitglied der republikfeindlichen Deutschnationalen Volkspartei. Noch vor 1931 trat er der DMG bei. 1931 wurde er in Leipzig für Islamische Kultur und Geschichte habilitiert. Im selben Jahr war er Vorstandsmitglied der Deutschen Gesellschaft für Islamkunde. Von 1931 bis 1939 war er Privatdozent für Islamische Kultur und Sprache an der Universität Leipzig. 1933 entließ ihn das Auswärtige Amt im Range eines Vizekonsuls in den Ruhestand. Im November 1933 unterzeichnete er das Bekenntnis der deutschen Professoren zu Adolf Hitler. Von 1936 bis 1939 verwaltete er einen außerordentlichen Lehrstuhl für arabische Nationenwissenschaften an der Auslandshochschule der Universität Berlin.
Pröbster war in der NS-Zeit kolonialpolitisch tätig. So war er Lektor für „Koloniale Fragen“ im von Hans Hagemeyer geleiteten „Hauptamt für Schrifttumspflege der NSDAP“. Darüber hinaus war er Mitarbeiter der Sachgruppe Koloniale Rechtsforschung in der 1941 gegründeten Kolonialpolitischen Abteilung im Reichsforschungsrat. In einem Artikel von 1938 über Nordafrika berichtete er, dass die „in Not geratenen Eingeborenen […] recht oft Opfer jüdischer und anderer Wucherer“ geworden seien.

## Belege
1. 1 2 3 4  Ekkehard Ellinger: Deutsche Orientalistik zur Zeit des Nationalsozialismus 1933–1945. Deux-Mondes-Verlag, Edingen-Neckarhausen 2006, S. 515.
2. 1 2 3  Ekkehard Ellinger: Deutsche Orientalistik zur Zeit des Nationalsozialismus 1933–1945. Deux-Mondes-Verlag, Edingen-Neckarhausen 2006, S. 26.
3. ↑  Ekkehard Ellinger: Deutsche Orientalistik zur Zeit des Nationalsozialismus 1933–1945. Deux-Mondes-Verlag, Edingen-Neckarhausen 2006, S. 39.
4. ↑  Ekkehard Ellinger: Deutsche Orientalistik zur Zeit des Nationalsozialismus 1933–1945. Deux-Mondes-Verlag, Edingen-Neckarhausen 2006, S. 244.
5. ↑  Edgar Pröbster: Die nordafrikanische Krise 1934–1938. In: Die Welt des Islams. Band 20, 1938, S. 95, zitiert bei Ekkehard Ellinger: Deutsche Orientalistik zur Zeit des Nationalsozialismus 1933–1945. Deux-Mondes-Verlag, Edingen-Neckarhausen 2006, S. 369.

| Personendaten    | Personendaten                      |
| ---------------- | ---------------------------------- |
| NAME             | Pröbster, Edgar                    |
| KURZBESCHREIBUNG | deutscher Diplomat und Orientalist |
| GEBURTSDATUM     | 14. Juli 1879                      |
| GEBURTSORT       | Neustadt an der Orla               |
| STERBEDATUM      | 18. April 1942                     |
| STERBEORT        | Leipzig                            |